# Holotrichia pilipyga
Holotrichia pilipyga är en skalbaggsart som beskrevs av Zhang 1965. Holotrichia pilipyga ingår i släktet Holotrichia och familjen Melolonthidae. Inga underarter finns listade i Catalogue of Life.